# Murray Lightburn
Murray A. Lightburn es un músico canadiense, más conocido como el vocalista principal y compositor principal de The Dears, el cual inició en el 2013 su carrera en solitario.
Lightburn ha sido llamado "el Morrissey negro" debido a su similitud vocal (y su inclinación compartida por las letras algo oscuras tirando a deprimerntes en según que casos) con el ex cantante principal de The Smiths. Por cierto, The Dears realizó una gira como acto de apertura de Morrissey durante la gira en solitario de Morrissey en 2006, ganándose las alabanzas de este mismo.
En 2013 lanzó el álbum en solitario Mass: Light. Su segundo álbum en solitario, Hear Me Out, fue lanzado en 2019.

## Discografía

### Álbumes de estudio
- 2013 - Murray A. Lightburn´s MASS: LIGHT
- 2019 - Hear Me Out
- 2023 - Once Upon A Time in Montréal

### Singles
- 2018 - Belleville Blues

## Vida personal
En 2005, Lightburn se casó con su compañera de banda, la teclista y cantante Natalia Yanchak. Tienen dos hijos llamados Neptune y Apollo Lightburn.